# خلد برين
خلد برين هو كتاب تاريخ عالمي فارسي ألفه المؤرخ الصفوي محمد يوسف فالا إسفاهاني في عام 1667/68.
إن عبارة (الروس المنحوس) لوصف روسيا بأنها دولة مشؤومة وخطيرة، ظهرَت لأول مرة في كتاب برين. على الرغم من أن لفظ الروس المذكورين على وجه التحديد في عبارة (مجموعات الروس المنحوس)، في الواقع يشير إلى هجمات القوزاق عبر بحر قزوين في أوائل القرن السابع عشر. وكانت هذه الهجمات تشكل مشكلة مستمرة بالنسبة وإيران، إذ كانت في كثير من الأحيان تؤدي إلى تدمير ساحل بحر قزوين وإجبار سكان جيلان ومازندران على بناء التحصينات. إن اللامبالاة العامة من جانب الإيرانيين تجاه الأراضي الواقعة شمال جبال القوقاز تتجلى في هذا الارتباك، الذي يعكس عدم وجود فهم واضح لسكان الشمال.
عبارة ("المُلك واسع الفضاء الإيراني") تظهر في هذا الكتاب أيضًا. يسلط هذا التعبير المتكرر الضوء على فخر المؤلف وتقديره للدولة الإسلامية الإيرانية. من المرجح أن يكون هذا التعبير هو الطريقة الفارسية المناسبة لوصف "الإمبراطورية" الموجودة في كتابات ذلك الوقت.